# Форак (приближённый Антигона I Одноглазого)
Форак или Торак (др.-греч. Θώραξ; IV век до н. э.) — предположительно представитель фессалийской аристократической династии Алевадов, один из ближайших приближённых Антигона Одноглазого.
Единственное упоминание Форака в античных источниках содержится у Плутарха. Античный историк писал, что когда Антигон пал пронзённый несколькими копьями во время битвы при Ипсе 301 года до н. э. все его приближённые разбежались и лишь Форак из столицы Фессалии Лариссы остался охранять тело своего господина. Гипотеза о том, что Форак принадлежал к местной фессалийской знати основывается на двух предположениях. Во-первых, большинство приближённых монарха были представителями аристократических родов. Во-вторых, тёзка и, возможно, предок Форака во время греко-персидских войн был верховным вождём Фессалийского союза. Р. Биллоуз предположил, что Форак был родственником других фессалийцев из рода Алевадов при дворе Антигона — Гиппострата, Медия и Оксифемида.
Аппиан при описании смерти Лисимаха во время битвы при Курупедионе приводит сходную с плутарховой историю. Согласно этому историку, по одной из версий, труп Лисимаха долгое время охранял от птиц и диких зверей пёс, пока тело не нашёл и не похоронил некий Торак из фессалийского Фарсала. При анализе этих фрагментов Плутарха и Аппиана историки отмечают их идентичность. Ф. Гейер считал, что текст Аппиана явно недостоверен и предпочтение следует отдать Плутарху. С его выводом соглашаются Е. Лунд, Р. Биллоуз и В. Хеккель. Р. Биллоуз отмечал, что существует несколько версий гибели и судьбы тела Лисимаха, соответственно, плутархова версия о Фораке, который до конца оставался около тела Антигона имеет приоритет.
Д. Огден высказал предположение, что Форак был не человеком, а собакой, которая до конца охраняла тело своего хозяина. Данная гипотеза не нашла признания в историографии.